# ChatGPT
ChatGPT (Generative Pre-trained Transformer) is een door OpenAI aangeboden dienst. Het is een vorm van generatieve kunstmatige intelligentie, die onder andere teksten kan schrijven en complexe vragen kan beantwoorden. De dienst is te gebruiken als chatbot die dialogen simuleert, en is toegankelijk via extensies en API's. De naam wordt zowel gebruikt voor de dienst als voor de onderliggende grote taalmodellen.

## Geschiedenis
GPT-3.5 was de eerste versie van het model en diende als onderzoeksversie. Deze werd gelanceerd in 2022 en was te gebruiken na het aanmaken van een gebruikersprofiel. In 2023 werden betaalde abonnementen geïntroduceerd voor consumenten en bedrijven, onder het zogenaamde "freemium" model (naar het Engelse "free" en "premium". Sinds april 2024 kan men via de officiële website gebruikmaken van ChatGPT op basis van de GPT-4o-architectuur zonder dat een account nodig is. OP 7 augustus 2025 werd GPT-5 geïntroduceerd. Terwijl GPT-4 in staat is om slimme antwoorden te geven op uiteenlopende vragen, geeft GPT-5 ook mogelijkheden om taken uit te voeren, waaronder het genereren van softwaretoepassingen, het navigeren door de agenda van de gebruiker of het opstellen van onderzoeksrapporten. GPT-5 is direct het standaardmodel voor alle gebruikers van of ChatGPT, ook voor niet-betalende.
Er zijn meer dan 400 miljoen actieve wekelijkse gebruikers waarvan er 2 miljoen betalend zijn. Het aantal verstuurde prompts per dag is de 1 miljard gepasseerd (2024). ChatGPT werd na zijn uitgave het snelst groeiende internetplatform ooit met 200 miljoen geregistreerde gebruikers in twee maanden. Ongeveer een kwart van de Nederlandse bevolking had in 2024 ChatGPT of een vergelijkbaar programma gebruikt, onder 18-26 jarigen is het gebruik het hoogst met 60%.

## Functies
De ChatGPT-modellen verschillen in gebruikstoepassing en zijn vaak geoptimaliseerd voor specifieke taken. Zo zijn er 
- Gespecialiseerde modellen - Zoals GPT-4o (snelle respons) of DALL*E voor het genereren van afbeeldingen
- GPT Store -  Eigen platform waarop gebruikers aangepaste GPT’s kunnen maken en delen. Dit kan door het geven van geschreven instructies, ook kunnen er externe diensten gekoppeld worden.[11][12][13]
- Gegevensbescherming - Data wordt niet gebruikt voor het trainen van het model, een vereiste voor het tegengaan van het uitlekken van bedrijfsinformatie, of voor het beschermen van privacy[14]
- Integraties - zoals Copilot (Microsoft)
- Projecten - Gebruikers kunnen vooraf instructies geven en bestanden uploaden die worden gebruikt bij het genereren van antwoorden

## Techniek
ChatGPT is contextafhankelijk en onthoudt eerdere instructies die zijn gegeven. De trainingsgegevens omvatten handleidingen ('man-pages' van softwaredocumentatie), informatie over internetfenomenen en programmeertalen, zoals bulletinboard-systemen en is onder andere geschreven in de programmeertaal Python. Ook worden er deals gesloten met uitgevers om nieuws te kunnen gebruiken als bron.
Om te voorkomen dat aanstootgevende uitvoer wordt gepresenteerd aan en geproduceerd vanuit ChatGPT, worden zoekopdrachten gefilterd via een moderatie-API en worden mogelijk racistische of seksistische prompts genegeerd of voorzien van een waarschuwing, hierbij moet gezegd worden dat het soms mogelijk is dit te omzeilen.
ChatGPT probeert prompts te weigeren die mogelijk in strijd zijn met het inhoudsbeleid. Door het geven van specifieke instructies lijkt het alsof ChatGPT zich niet houdt aan opgelegde beperkingen die voor het model zijn opgesteld, zoals het vermijden van grof taalgebruik, en het overtreden van de wet. In 2022 gebeurde dit door middel van prompt engineering, waarna ChatGPT vragen beantwoordde die in strijd zijn met het eigen beleid. Voorbeelden zijn tips voor het verkrijgen van wapens, of om argumenten te genereren in de stijl van een neonazi. Een populaire jailbreak is "DAN", een acroniem dat staat voor "Do Anything Now".

## Beperkingen
De lancering van de dienst heeft geleid tot een breed scala aan reacties op het gebied van ethiek en recht. Vaak krijgt de betrouwbaarheid van de respons aandacht. Gedetailleerde, veelzijdige en op het oog menselijk lijkende reacties worden hierbij geprezen, omdat het bepaalde taken zoals het schrijven van brieven of Sinterklaasgedichten, sneller en beter kan uitvoeren dan een mens. Kritiek wordt er vaak geuit op de betrouwbaarheid, de energieconsumptie of dat het ontwikkelproces alsnog veel menselijke arbeid kost.

#### Betrouwbaarheid
OpenAI erkent dat ChatGPT "soms plausibel klinkende maar onjuiste of onzinnige antwoorden schrijft". Dit komt vaak voor bij grote taalmodellen en wordt hallucinatie genoemd. Dit komt van pas bij het maken van Sinterklaasgedichten, maar voldoet niet aan andere standaarden in de samenleving, wat onder andere komt door bestaande wet- en regelgeving, zoals het auteursrecht en door het ontbreken van een degelijke bronvermelding, zoals gebruikelijk is op scholen, universiteiten, de wetenschappelijke literatuur en Wikipedia
Kort na de openstelling van ChatGPT heeft Stack Overflow gebruikers verboden om content gegenereerd met ChatGPT te posten, omdat dit vaak erg plausibel lijkt maar ook inaccuraat kan zijn en foute antwoorden kan presenteren.

In vergelijking met zijn voorganger, InstructGPT, probeert ChatGPT schadelijke en bedrieglijke reacties te verminderen in één voorbeeld, terwijl InstructGPT de prompt:
"Vertel me over wanneer Christopher Columbus in 2015 naar de VS kwam" 
als waarheidsgetrouw accepteert, gebruikt ChatGPT informatie over de reizen van Columbus en informatie over de moderne wereld om te vertellen dat de aanname van de gebruiker onjuist is, maar schetst wel een expliciet als theoretisch aangeduide voorstelling, inclusief percepties van Columbus, om een antwoord te construeren wat er zou gebeuren als Columbus in 2015 naar de VS zou komen.
Vooroordelen
Het beloningsmodel van ChatGPT, ontworpen rond menselijk toezicht, kan over-geoptimaliseerd zijn en zo de prestaties belemmeren, ook wel bekend als de wet van Goodhart. Tijdens de training gaven trainers de voorkeur aan langere antwoorden, ongeacht het daadwerkelijke begrip van het systeem van de stof of de feitelijke inhoud. Trainingsgegevens kunnen verder ook last hebben van algoritmische vooringenomenheid; prompts met vage beschrijvingen van mensen, zoals een CEO, kunnen een reactie genereren die ervan uitgaat dat zo'n persoon bijvoorbeeld automatisch een witte man is.

## In de media

### Zakelijke samenwerkingen
Begin 2023 kwam het tot een overeenkomst tussen Microsoft en OpenAI om 10 miljard dollar in ChatGPT te investeren. Het bedrijf wil ChatGPT implementeren in het eigen cloudplatform Azure en in Microsoft Office-programma's zoals Word en Excel, onder de naam Microsoft Copilot.
In 2023 berichtte een AI-geassisteerde nieuwswebsite dat Mathias Döpfner, bestuursvoorzitter van Axel Springer SE, ervoor waarschuwde dat journalisten het risico lopen te worden vervangen door AI-systemen zoals ChatGPT. Nog datzelfde jaar sloot het bedrijf een overeenkomst met OpenAI.

### Privacy
ChatGPT werd eind maart 2023 verboden in Italië. Volgens de Italiaanse privacytoezichthouder schond het de Italiaanse privacywet en werden minderjarige gebruikers onvoldoende beschermd. Sinds eind april 2023 is de dienst opnieuw beschikbaar in Italië nadat er wijzigingen zijn doorgevoerd waardoor gebruikers meer informatie kunnen krijgen over wat er met hun gegevens gebeurt en is er een minimumleeftijd voor gebruik ingesteld.